# Porrkriget

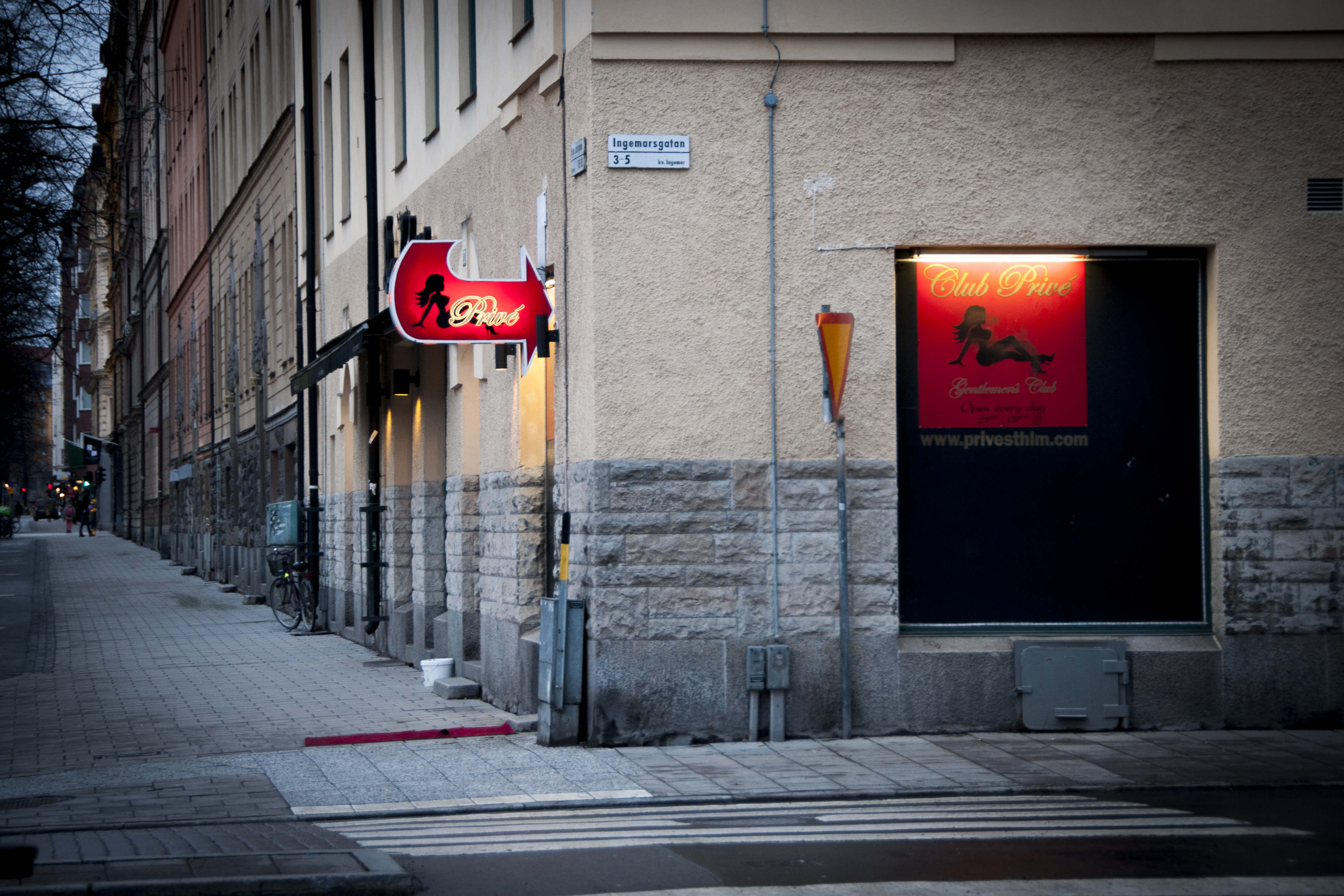
Porrklubben Club Privé på Birger Jarlsgatan 115, tidigare ägd av Mille Markovic.

Porrkriget kallas den period från mitten av 1990-talet då skottlossningar skedde och en rad sprängladdningar detonerade på porrklubbar i centrala Stockholm. Det som samtliga händelser hade gemensamt var att de var kopplade till verksamheten omkring klubbarna och de personer som arbetade där samt kampen om vem som skulle behärska den lönsamma porrklubbsmarknaden. En av de ledande aktörerna i porrkriget var Mille Markovic.